# Aymen Hammed
Aymen Hammed (arabe : أيمن حمّاد), né le 26 juillet 1983 à M'saken, est un handballeur tunisien jouant au poste d'arrière droit. Il mesure 1,96 m et pèse 95 kilos.

## Carrière
Il se fait remarquer durant le championnat de Tunisie et se voit aussitôt repéré par l'entraîneur national Sead Hasanefendić. En juin 2005, il l'intègre dans les rangs de l'équipe nationale.
Avec le Club africain, il remporte la coupe en 2007, le championnat en 2008 et trois coupes d'Afrique des vainqueurs de coupe en 2005, 2007 et 2008.
En mai 2008, il participe avec la Tunisie au tournoi qualificatif olympique. Si les Tunisiens ne parviennent pas à obtenir l'une des deux places qualificatives, Hammed termine meilleur buteur du tournoi et tape ainsi dans l'œil de Patrice Canayer, l'entraîneur du Montpellier Handball, qui lui fait signer un contrat de quatre ans à compter de la saison 2009-2010 pour une durée
À Montpellier, il retrouve d'autres joueurs de la sélection tunisienne tels que Issam Tej, Heykel Megannem et Wissem Hmam. Mais il ne parvient pas à s'imposer : « On ne pouvait pas se permettre de consacrer de l'argent pour un joueur dont le rendement est approximatif. Sa fiabilité est incertaine. Il peut nous rendre service en championnat mais pas plus. Il n'est pas prêt mentalement et physiquement pour jouer les premiers rôles en Ligue des champions. Il y a un décalage entre nos besoin et ses capacités » dit de lui Patrice Canayer. Par conséquent, l'aventure montpelliéraine se conclut par une rupture de contrat en octobre 2011 après seulement un peu plus de deux saisons.
Il retourne alors en Tunisie, au Club africain, avant de signer un contrat de deux ans et demi avec l'Espérance sportive de Tunis en janvier 2013.

## Palmarès
Compétition nationales
- Vainqueur du championnat de Tunisie  (7) : 2008, 2013, 2014, 2016, 2017, 2019, 2020
- Vainqueur de la coupe de Tunisie (3) : 2007, 2013, 2018
- Vainqueur du championnat de France (2) : 2010, 2011
- Vainqueur de la coupe de France (1) : 2010
- Vainqueur de la coupe de la Ligue (2) : 2010, 2011
- Vainqueur du Trophée des champions (2) : 2010, 2011

Compétition internationales
- Vainqueur de la coupe d'Afrique des vainqueurs de coupe (4) : 2005, 2007, 2008, 2014
- Vainqueur de la coupe arabe des clubs vainqueurs de coupe (1) : 2013
- Vainqueur de la Ligue des champions d'Afrique (1) : 2013
- Vainqueur de la Supercoupe d'Afrique (2) : 2014 et 2016